# Reinhold Wulle

Reinhold Wulle

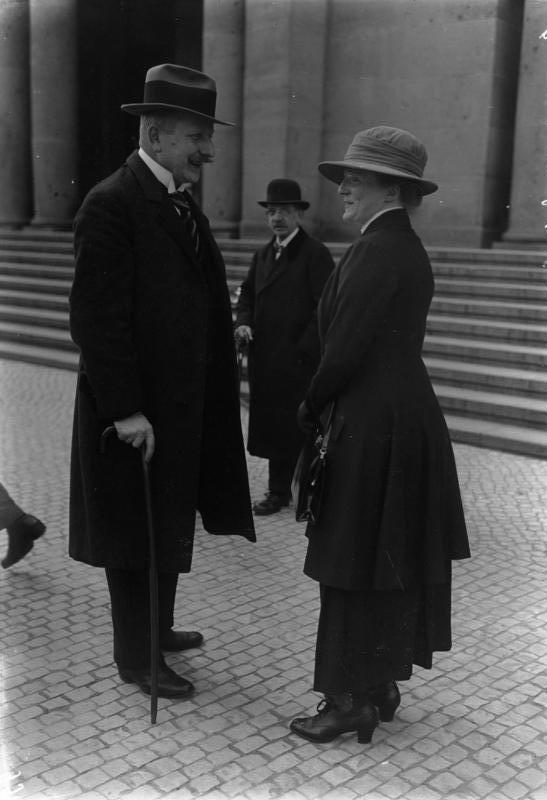
Reinhold Wulle (1925)

Reinhold Wulle (* 1. August 1882 in Falkenberg, Provinz Pommern; † 16. Juli 1950 in Gronau) war ein deutscher völkischer Publizist und Politiker in der Weimarer Republik (DNVP, ab 1922 DVFP). Er war von 1920 bis 1924 Mitglied des Reichstages, anschließend bis 1928 Abgeordneter im Preußischen Landtag und von 1928 bis 1933 Parteivorsitzender der Deutschvölkischen Freiheitspartei. Nach dem Zweiten Weltkrieg war er 1945 Mitbegründer der kurzlebigen Deutschen Aufbaupartei. Wulle verwendete auch das Pseudonym R. Benade.

## Leben
Reinhold Wulle wurde am 1. August 1882 in Falkenberg, Kreis Naugard, als Sohn des örtlichen Pastors Gustav Wulle und seiner Ehefrau Emma Louise Wilhelmine geb. Meinecke geboren. Wulle besuchte die Latina der Franckesche Stiftungen in Halle (Saale) und dann das Francisceum in Zerbst, wo er 1902 das Abitur bestand. Nach einem Studium der Theologie, Geschichte und Germanistik in Halle, Jena und Berlin arbeitete Wulle von 1908 bis 1918 bei verschiedenen Zeitungen in Dresden, Chemnitz und Essen. 
Ab 1918 war er Chefredakteur der Deutschen Zeitung des Alldeutschen Verbandes. Im Dezember 1920 wurde er nach Auseinandersetzungen mit dem Vorsitzenden der Alldeutschen, Heinrich Claß, entlassen. Dieser hatte kritisiert, dass Wulle, nach der Aufnahme seines Reichstagsmandats für die DNVP, seinen Aufgaben als Chefredakteur nicht mehr gerecht werde. Die beiden einigten sich auf ein friedvolles Auseinandergehen; Wulle entschied sich jedoch, Claß in der letzten von ihm verantworteten Ausgabe der Deutschen Zeitung öffentlich anzugreifen. Dieser Artikel war jedoch nur der Anfang einer großangelegten Kampagne von Wulle und Albrecht von Graefe gegen die Deutsche Zeitung, den Alldeutschen Verband und Claß selber. Versuche von Claß, die Wogen zu glätten, scheiterten; Graefe bezeichnete den Alldeutschen Verband und die Deutsche Zeitung, wegen der „unverzeihlichen“ Entlassung von Wulle, als „seine Todfeinde“. Mit diesem Konflikt, der von Wulle schnell eskaliert worden war, begann die Auflösung der Einheit in der völkischen Bewegung, da sowohl Wulle als auch Claß populäre Figuren der völkischen Bewegung waren und sich viele Akteure zwischen den beiden hin- und hergerissen sahen.
Dabei behielt Wulle die Kontrolle über den Deutschen Herold – Bund der Vorkämpfer für deutschvölkisches Zeitungswesen und völkische Politik, der bislang als Leserverein der Deutschen Zeitung fungiert hatte. 1921 baute er den Deutschen Herold zusätzlich zu einem Verlag aus. Im Frühjahr 1920 gründete Wulle zusammen mit Arnold Ruge und Richard Kunze den „Deutschvölkischen Arbeitsring Berlin“, ein Konkurrenzunternehmen zum Deutschvölkischen Schutz- und Trutzbund, zeigte aber für diesen kaum noch Aktivitäten, nachdem er im Juni 1920 für die Deutschnationale Volkspartei (DNVP) in den Reichstag eingezogen war. Innerhalb der DNVP gehörte Wulle dem völkisch-antisemitischen Flügel an.
Nach dem Ausschluss von Wilhelm Henning aus der DNVP-Fraktion bildete Wulle zusammen mit Henning und Albrecht von Graefe eine völkische Arbeitsgemeinschaft. Hieraus ging schließlich die am 16. Dezember 1922 gegründete radikal antisemitische Deutschvölkische Freiheitspartei (DVFP) hervor, deren stellvertretender Vorsitzender Wulle wurde. Nach dem Verbot der DVFP in Preußen im März 1923 repräsentierte der nicht verhaftete Wulle die weiterhin aktive Partei. In seinem Verlag Deutscher Herold erschien Das Deutsche Tageblatt als Hauptorgan der DVFP. Als Verein fungierte der Deutsche Herold zunächst als eine der Ersatzorganisationen der verbotenen DVFP. Im November 1923 wurde auch der Deutsche Herold vorübergehend verboten.
Im Zuge der Ermittlungen zu den Fememorden in der Schwarzen Reichswehr wurde auch Wulle vernommen. Die Schwarze Reichswehr waren illegale paramilitärischen Formationen, die unter Bruch des Versailler Friedensvertrags von der deutschen Reichswehr gefördert und zum Teil selbst unterhalten wurden. Ein des Fememordes Beschuldigter hatte erklärt, einen der Fememorde auf Wunsch oder im Auftrag auch Wulles begangen zu haben, um Vorbereitungen der DVFP zu einem Staatsstreich geheim zu halten. Wulle widersprach diesen Angaben und erklärte Mitte der 1920er Jahre vor einem Untersuchungsausschuss des Preußischen Landtages, Parteimitgliedern sei der Beitritt zur Schwarzen Reichswehr verboten gewesen. Der Schwarzen Reichswehr gehörte in führender Funktion Wulles Privatsekretär Goetz Otto Stoffregen an; ein anderer Angehöriger des Schwarzen Reichswehr bezeugte, auf Vermittlung Wulles beigetreten zu sein.
Zur Reichstagswahl im Mai 1924 trat die DVFP gemeinsam mit der NSDAP in der Listenverbindung Nationalsozialistische Freiheitspartei (NSFP) an. Wulle erhielt ein Mandat im Reichstag und wurde Beisitzer im Fraktionsvorstand der NSFP. Bei der Neuwahl im Dezember 1924 schied er aus dem Reichstag aus. Von 1924 bis 1928 war Wulle NSFP-Abgeordneter im Preußischen Landtag.
Zwischen der DVFP und der NSDAP entwickelten sich ab 1925 erhebliche Differenzen. In seinen Informationsbriefen warf Wulle der NSDAP vor, sich einseitig auf eine Bevölkerungsschicht zu stützen und damit der Gefahr ausgesetzt zu sein, „zu einer Klassenkampfbewegung zu werden“. Die NSDAP erlebe, so Wulle, „eine ständig weiter um sich greifende Zersetzung durch radikale Elemente“. 1928 wurde Wulle Vorsitzender der DVFP, die zu diesem Zeitpunkt zahlreiche Mitglieder an die NSDAP verloren hatte. In der Endphase der Weimarer Republik entwickelte sich Wulle zum autoritär konservativen Gegner der Harzburger Front. Zusammen mit Joachim von Ostau wollte er bei der Reichspräsidentenwahl 1932 sowohl Adolf Hitler als auch Paul von Hindenburg dazu bewegen, auf eine Kandidatur zugunsten des Kronprinzen Wilhelm von Preußen zu verzichten.
Nach der Berufung Hitlers zum Reichskanzler sammelte Wulle seine Anhänger in der 1933 gegründeten, monarchistischen Gesellschaft Deutsche Freiheit. Außerdem wirkte er weiter als Schriftsteller und gab den Informationsbrief von Reinhold Wulle heraus. Die „Machtergreifung“ der Nationalsozialisten begrüßte er als „nationale Revolution“ und forderte die Weiterentwicklung zur Monarchie. Dabei müsse, so Wulle, der „preußische Staatsgedanke […] der Träger des kommenden Reiches werden.“ Am 17. August 1938 wurde Wulle unter dem Vorwurf des Vergehens gegen das Heimtückegesetz und das Gesetz gegen die Neubildung von Parteien verhaftet. Nach dem Verbot der Gesellschaft Deutsche Freiheit und der Informationsbriefe wurde er am 6. Oktober 1938 aus der Reichsschrifttumskammer ausgeschlossen. Nach Haft in Berliner Gefängnissen wurde Wulle 1940 in „Schutzhaft“ genommen und im KZ Sachsenhausen festgehalten. Nach Berichten von Mithäftlingen genoss Wulle in Sachsenhausen einige Vorzüge: So konnte er sich die Haare wachsen lassen, und es wurden ihm von Kronprinz Wilhelm zugesandte Zigarren ausgehändigt. Bei einem Teil seiner Mithäftlinge stand Wulle im Verdacht, bei seiner Entlassung 1942 der Gestapo Hinweise zum kommunistischen Widerstand in Sachsenhausen gegeben zu haben. In deren Folge seien führende Kommunisten in andere Konzentrationslager verlegt worden.
Nach Kriegsende gründete Wulle am 31. Oktober 1945 zusammen mit Joachim von Ostau die Deutsche Aufbaupartei in Gronau. Die Partei knüpfte an deutschnationale Positionen an, besann sich auf ein preußisch-konservativ ausgerichtetes Christentum und trat für die Monarchie ein. Der „Ungeist des Nationalsozialismus“ stellte sich für Wulle als ein „fremde[r] Eroberer Deutschlands und der deutschen Seele“ dar:
„Wir haben einen Staat gehabt, der sich souverän über die unwandelbaren Moralgesetze hinwegsetzte und dem eigenen Volke wie der ganzen Welt zeigte, daß man das Leben nicht mehr zu achten brauche; daß der vom Staat befohlene Mord Andersdenkender und Mitglieder anderer Völker ein nationaler Verdienst sei; […] daß die Schöpfung Irrtümer begangen habe, die von einem starken Volk richtig gestellt werden müßten, indem man anderen Völkern das Lebensrecht absprach; daß der Mensch nicht mehr in der Verantwortung vor Gott stehen dürfte, sondern nur in Verantwortung vor dem Staat […].“
Die Deutsche Aufbaupartei fusionierte am 22. März 1946 mit der Deutschen Konservativen Partei zur DKP-DRP. Kurz zuvor war Wulle von der britischen Militärregierung mitgeteilt worden, er müsse sich jeder politischen Betätigung enthalten, da er nicht „befähigt sei, die demokratischen Einrichtungen in Deutschland zu fördern“.

## Veröffentlichungen
- Weltenbrand, 1911
- Mehr Land! Grundlagen des neuen Deutschland, 1917
- Im Zeichen der Revolution: Beiträge zur deutschen Geschichte vom 1. Oktober bis 31. Dezember 1918, 1919
- (R. Benade): Preußen oder Polen. Die Grenzfrage im Osten, 1919
- Die Tragödie eines Volkes, 1920
- Der völkische Freiheitskampf in seiner weltpolitischen Bedeutung, 1924
- Deutsche Politik 1925, 1926
- Die Pleite der Demokratie, 1929
- Nach Ostland woll’n wir reiten, Vortrag, 1930
- Deutschland 1930. Von der Demokratie zur Diktatur und zum Dritten Reich, 1930
- Die Sendung des Nordens. Der Sinn des deutschen Freiheitskampfes, 1931
- Von Verden nach Wittenberg, 1932
- Das Schuldbuch der Republik. 13 Jahre deutscher Politik, 1932
- Die Grundlagen des deutschen Staates, Vortrag, 1932
- Caesaren, 1934
- Geschichte einer Staatsidee, 1935
- Das neue Jahrtausend, 1936
- Die großen Fünf. Aufstand gegen Versailles, 1936
- Von Osman bis Kemal Atatürk. Erwachendes Turan, 1936
- Götter, Gold und Glaube. Im Kampf um Gott und Macht, 1937
- Bismarck als Staatsmann, 1950

### Als Herausgeber
- Informationsbrief, 1923–1938
- Das Deutsche Abendblatt